# トミ・ユーリッチ
トミ・ユーリッチ（Tomi Juric ([ˈtɒmi ˈjʊrɪtʃ] TOM-ee YUR-itch; クロアチア語: Jurić, 発音: [jǔːritɕ];、1991年7月22日 - ）は、オーストラリア・ニューサウスウェールズ州シドニー出身のサッカー選手。FCコペル所属。元オーストラリア代表。ポジションはミッドフィールダー（攻撃的ミッドフィールダー）、フォワード（センターフォワード）。
トミ・ユリッチ、トミ・ジュリッチと表記されることもある。

## 経歴

### 生い立ち
1991年にオーストラリア生まれたがクロアチアにルーツを持っている。

### クラブ

#### クロアチア時代
NKクロアチア・セスヴェテでデビューし、NKロコモティヴァ・ザグレブ、NKインテル・ザプレシッチに所属した経験を持っている。

#### アデレード・ユナイテッドFC
2013年にアデレード・ユナイテッドと契約して故郷に戻った。

#### ウェスタン・シドニー・ワンダラーズFC
2014年9月18日、日本のサンフレッチェ広島が興味を示しており、スウェーデンからの50万ドルやロシアからの70万ドルのオファーを超える提示額でオファーを出す可能性が高いと報じられた。トミ・ユーリッチはAリーグ14-15シーズン末に契約終了となり、代理人によると広島は既に接触してきていると報じられていた。
AFCチャンピオンズリーグ2014の決勝第1戦はユーリッチの得点で1-0で勝利するとアウェイの第2戦は0-0の引き分けに終わり、ウェスタン・シドニー・ワンダラーズはAFCチャンピオンズリーグを創設3年目で初優勝を果たした。2014年のAFCチャンピオンズリーグでは途中出場から貴重なゴールをいくつも奪って注目を集めた。
2015年5月にウェスタン・シドニー・ワンダラーズと契約満了となった。

#### ローダJC
2015年6月以降フリーの状態であったが、2015年8月15日オランダのローダJCへ移籍することが発表された。契約期間は1年であるが、さらに1年延長するためのオプションが付随している。

#### FCルツェルン
2016年7月2日、FCルツェルンに移籍した。

#### PFC CSKAソフィア
2019年8月27日、PFC CSKAソフィアに移籍した。

#### アデレード・ユナイテッドFC復帰
2020年11月26日、アデレード・ユナイテッドFCに復帰した。

#### マッカーサーFC
2021年7月、マッカーサーFCに加入した。

#### メルボルン・ビクトリーFC
2022年6月、メルボルン・ビクトリーFCに1年契約で移籍した。

### 代表
東アジアカップ2013にオーストラリア代表として初招集されると、試合は敗れたが日本戦で得点を記録した。AFCアジアカップ2015ではオーストラリア代表として自国開催でのアジアカップ初優勝に貢献した。

## 代表歴

### 出場大会
- オーストラリア代表
  - 2013年 - 東アジアカップ2013
  - 2015年 - AFCアジアカップ2015 (優勝)
  - 2018年 - 2018 FIFAワールドカップ (グループリーグ敗退)

### 試合数
- 国際Aマッチ 41試合 8得点（2013年-2018年）[12]

| オーストラリア代表 | 国際Aマッチ | 国際Aマッチ |
| 年                 | 出場        | 得点        |
| ------------------ | ----------- | ----------- |
| 2013               | 3           | 1           |
| 2014               | 2           | 0           |
| 2015               | 10          | 1           |
| 2016               | 5           | 2           |
| 2017               | 12          | 4           |
| 2018               | 9           | 0           |
| 通算               | 41          | 8           |

### 得点
| #  | 開催年月日    | 開催地                                         | 対戦国         | スコア | 結果  | 試合概要                               |
| -- | ------------- | ---------------------------------------------- | -------------- | ------ | ----- | -------------------------------------- |
| 1. | 2013年7月25日 | 華城総合運動場、華城市                         | 日本           | 2-2    | ● 2-3 | 東アジアカップ2013                     |
| 2. | 2015年1月13日 | スタジアム・オーストラリア、シドニー           | オマーン       | 4-0    | ○ 4-0 | AFCアジアカップ2015                    |
| 3. | 2016年9月1日  | パース・オーバル、パース                       | イラク         | 2-0    | ○ 2-0 | 2018 FIFAワールドカップ・アジア3次予選 |
| 4. | 2016年10月6日 | ジッダ、キング・アブドゥッラー・スポーツシティ | サウジアラビア | 1-2    | △ 2-2 | 2018 FIFAワールドカップ・アジア3次予選 |
| 5. | 2017年6月8日  | アデレード・オーバル、アデレード               | サウジアラビア | 1-0    | ○ 3-2 | 2018 FIFAワールドカップ・アジア3次予選 |
| 6. | 2017年6月8日  | アデレード・オーバル、アデレード               | サウジアラビア | 2-1    | ○ 3-2 | 2018 FIFAワールドカップ・アジア3次予選 |
| 7. | 2017年6月19日 | オリンピックスタジアム、ソチ                   | ドイツ         | 2-3    | ● 2-3 | FIFAコンフェデレーションズカップ2017   |
| 9. | 2017年9月5日  | メルボルン、レクタンギュラー・スタジアム       | タイ           | 1-0    | ○ 2-1 | 2018 FIFAワールドカップ・アジア3次予選 |

## 私生活
弟のデニ・ユーリッチ、いとこのノア・ボティッチもサッカー選手である。

## タイトル

### クラブ
ウェスタン・シドニー・ワンダラーズFC
- Aリーグレギュラーシーズン：1回 (2012-13)
- AFCチャンピオンズリーグ：1回 (2014)

### 代表
オーストラリア代表
- AFCアジアカップ：1回 (2015)

### 個人
- Aリーグオールスター：1回 (2014)
- AFCチャンピオンズリーグドリームチーム：1回　(2014)